# Peugeot Type 3
Peugeot Type 3 — третья модель автомобильной линейки Peugeot. Данный самокатный экипаж, в отличие от предыдущих моделей, рассчитан на перевозку четверых людей. В автомобиле интересный способ расположения — обычный для карет и непривычный для современных машин: пассажиры сидят напротив друг друга, и такое расположение называется vis-a-vis.
Транспортное средство приводится в движение с помощью цепного привода, соединяющего двигатель и заднюю ось. Автомобиль снабжен тормозной системой, которая останавливает цепную передачу. Всего было выпущено 64 автомобилей данной модели. Кузов данной модели — деревянный, основанием и креплением для него является трубчатая рама.
Peugeot Type 3 — первый французский автомобиль, который принимал участие в гонках. Во время переезда к их старту, из Валентиньи в Париж, автомобиль устанавливает новый рекорд — теперь максимальное расстояние, пройденное самокатным экипажем, составляет 430 км. Автомобильных гонок в Европе тогда еще не существовало, и поэтому 6 сентября 1891 года в семь часов утра при скоплении 10 00 зрителей Peugeot Type 3 начинает соревнование вместе с велосипедами по маршруту Париж — Брест и обратно, которое было успешно закончено.
Известна стоимость данной модели автомобиля — в 1892 году она составляла 5552,20 франков. Один из экземпляров Peugeot Type 3 сохранился до настоящего времени и экспонируется в Италии, в городе Турин, в автомобильном музее.